# Joseph Dickman
Joseph Theodore Dickman (Dayton, 6 ottobre 1857 – Washington, 23 ottobre 1927) è stato un generale statunitense, ufficiale dello United States Army che vide il servizio in cinque guerre, arrivando alla fine al grado di maggior generale.

## Infanzia
Dickman nacque a Dayton (Ohio). Frequentò l'Università di Dayton e si laureò nella classe del 1871. Nel 1881 si diplomò presso la United States Military Academy di West Point e gli venne assegnato il comando del 3º Cavalleria. Tra i suoi compagni di classe c'erano diversi uomini che avrebbero raggiunto il grado di generale, come John Frank Morrison, Francis Joseph Kernan, Enoch Crowder, Edwin St. John Greble, Charles H. Barth, Clarence Page Townsley, Charles Leonard Phillips, George True Bartlett, Joseph Alfred Gaston, Henry Clay Hodges Jr. e John Biddle.

## Carriera militare

### Le guerre apache e la mansione di frontiera (1883-1898)
Dickman si diplomò alla United States Army Cavalry School nel 1883 e si recò direttamente nel territorio indiano, dove partecipò alle guerre apache dal 1885 al 1886, inclusa la campagna di Geronimo. Partecipò poi alle operazioni di pattugliamento delle frontiere messicane durante la rivoluzione di Garza contro i rivoluzionari di Garza e i banditi Benavides e Gonzales.
La sua prima esperienza lo inviò a Fort Riley, dove fu istruttore presso la Cavalry and Light Artillery School nel 1893-1894. Venne schierato allo sciopero Pullman a Chicago nel 1894. Nello stesso anno, venne assegnato a Fort Ethan Allen, nel Vermont.

### La guerra ispano-americana (1898-1900)
Lo schieramento di Dickman durante la guerra ispano-americana fu notevole. Partecipò alla battaglia del crinale di San Juan - El Caney, Santiago de Cuba. Prestò servizio nello stato maggiore del generale Joseph Wheeler durante la guerra filippino-americana dal 1899 al 1902 e nelle battaglie sull'isola di Panay del 1899-1900.

### La ribellione dei Boxer (1900)
Durante la ribellione dei Boxer, Dickman fu capo di stato maggiore del generale Adna R. Chaffee per la spedizione di soccorso di Pechino e combatté nella battaglia di Pa-ta-Chao, a Pechino, il 26 settembre 1900.

### 1902-1917
Dickman fu nello stato maggiore dell'esercito tra il 1902 e il 1905 ed istruttore presso l'Army War College tra il 1905 e il 1912. Fu ispettore generale dello United States Army dal 1912 al 1915, prendendo il controllo del 2º Cavalleria nel 1915. Nell'agosto 1917 ricevette il comando dell'85ª Divisione fanteria, a Camp Custer, Michigan.

### La prima guerra mondiale (1917-1918)

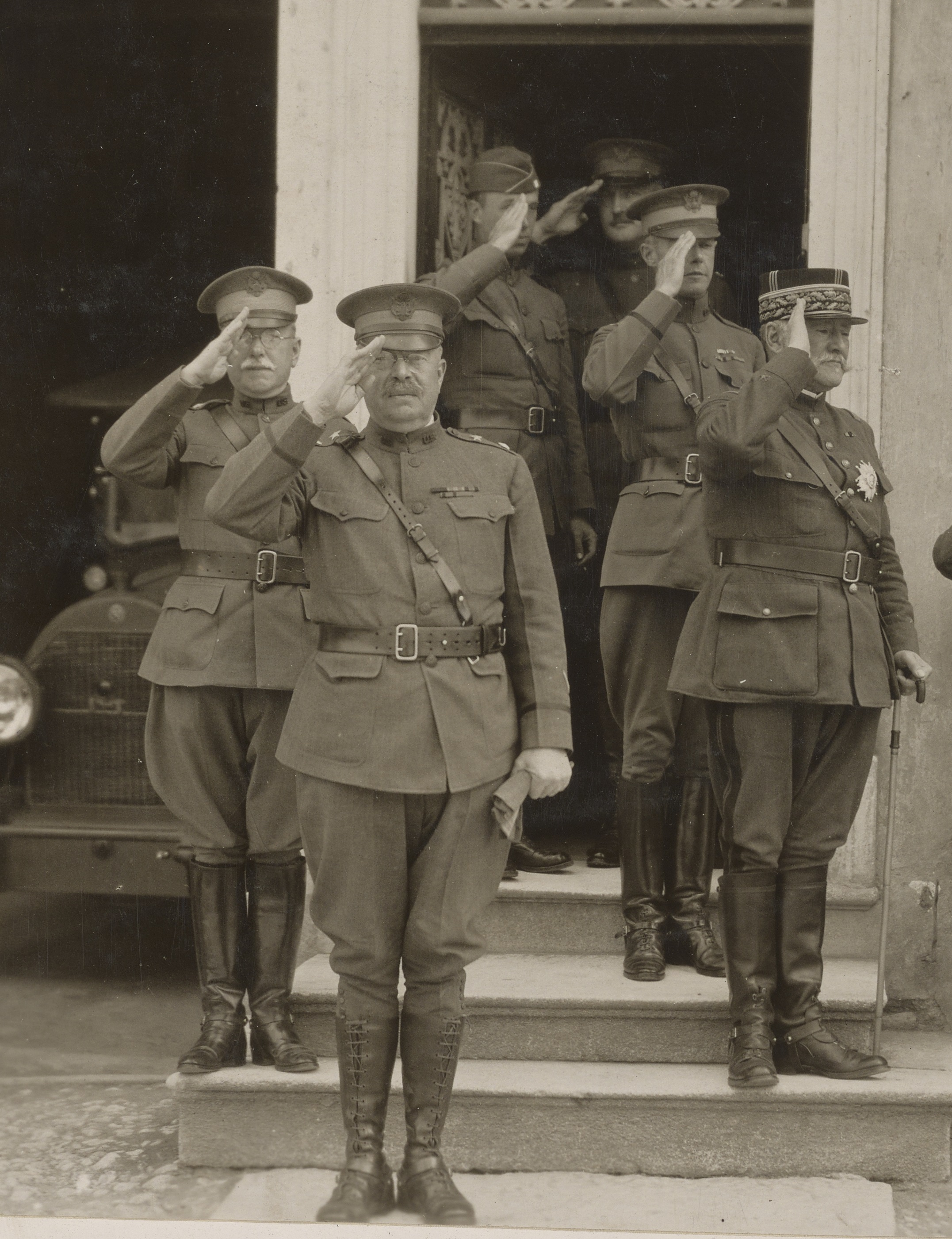
Dickman (al centro), CG IV Corpo d'armata, con i generali Frank L. Winn (a sinistra), CG 89ª Divisione, edAugustin Gérard (a destra), CG 8ª Armata, a Lucey, agosto 1918.

A Dickman venne affidato il comando della 3ª Divisione fanteria nel novembre del 1917, all'inizio dell'ingresso degli Stati Uniti nella prima guerra mondiale. Egli schierò la 3ª Divisione in Francia a bordo del Leviathan a mezzogiorno, il 4 marzo 1918. Fu il comandante della 3ª Divisione a Chateau-Thierry nel maggio 1918 e divenne famoso nella seconda battaglia della Marna nel luglio 1918. Mentre le forze alleate si ritirarono su entrambi i fianchi, la 3ª Divisione resistette di fronte alle offensive nemiche e ottenne il soprannome di Rock of the Marne.
Dickman comandò il IV Corpo d'armata da agosto a settembre 1918, inclusa l'offensiva di Saint-Mihiel nel settembre 1918. Comandò poi il I Corpo d'armata da ottobre a novembre 1918, inclusa l'offensiva della Mosa-Argonne.
La 3ª Armata venne costituita, sotto il comando di Dickman, dal generale John J. Pershing in Francia per avanzare sul Reno e tenere la testa di ponte di Coblenza, poi si preparò a servire dopo la guerra come armata d'occupazione della Renania. La 3ª Armata sarebbe diventata l'armata d'occupazione indipendentemente dal fatto che il nemico avesse firmato o meno l'accordo di pace. Le unità di combattimento americane non inviate a casa vennero rinforzate sotto la 3ª Armata e pronte ad attaccare se la Germania non avesse accettato i termini della pace. Gli Stati Uniti stessi non firmarono l'accordo, ma rimasero tecnicamente in guerra con la Germania per altri due anni.

### Dopo la guerra
Dickman tornò dalla prima guerra mondiale per servire come presidente della Commissione Tattiche ed Organizzazione, che riferì sulle lezioni apprese durante la guerra da aprile a luglio del 1919. Dickman servì come comandante generale dell'area dell'VIII Corpo d'armata tra il 1919 e il 1921. Andò in pensione il 6 ottobre 1921. In seguito venne richiamato a presiedere la commissione sul ridimensionamento dell'esercito post-bellico nel 1922. Le sue memorie vennero pubblicate nel 1927. Morì a Washington, il 23 ottobre 1927. Venne sepolto nel Cimitero nazionale di Arlington.

## Medaglie e decorazioni
Medaglie americane
|  | Army Distinguished Service Medal                                 |
|  | Indian Campaign Medal (Campagna di Geronimo), 1885               |
|  | Spanish Campaign Medal, 1898                                     |
|  | Army of Cuban Occupation Medal, 1899                             |
|  | Philippine Campaign Medal, 1899                                  |
|  | China Campaign Medal, 1900                                       |
|  | Mexican Border Service Medal, 1916                               |
|  | World War I Victory Medal (Stati Uniti), 1919 (con sei fermagli) |

Medaglie estere
|  | Croix de Guerre con palma (Francia), 1918                          |
|  | Gran ufficiale dell'Ordine di Leopoldo I (Belgio), 1919            |
|  | Cavaliere Commendatore dell'Ordine del Bagno (Gran Bretagna), 1919 |
|  | Comandante della Legion d'onore (Francia), 1919                    |
|  | Gran ufficiale dell'Ordine della Corona (Italia), 1919             |
|  | Medaglia della Solidarietà (Panama)                                |

Gli venne conferita la laurea honoris di dottore in legge dall'Università del Vermont.

## Pubblicazioni
- Dickman, Joseph Theodore. The Great Crusade. A Narrative of the World War. NY: Appleton, 1927. Un resoconto delle sue esperienze di guerra.
- Lieutenant, 3rd Cavalry. "Balloons in War." Cavalry Journal 10, giugno 1897, 103-12.
- Major, Inspector General. "Cavalry Organization." Cavalry Journal 22, gennaio 1912, 650-56.
- Lieutenant, 3rd Cavalry. "Dickman Field Holder (R)" Cavalry Journal 10, marzo 1897, 80-82.
- Captain, 8th U.S. Cavalry. "Experiences in China." Cavalry Journal 13, luglio 1902, 5-40.
- Lieutenant, 3rd Cavalry. "Field Exercise at Fort Leavenworth." Cavalry Journal 10, giugno 1897, 158-66.
- Captain, 8th Cavalry. "General Service and Staff College, Fort Leavenworth." Cavalry Journal 13, ottobre 1902, 217-31.
- Major General, USA (Ret). "Great Crusade (R)." Cavalry Journal 36, aprile 1927, 328.
- "Has the Buffalo a Sense of Humor?" Cavalry Journal 35, aprile 1926, 216.
- Major. "Marching Cavalry in Rolling Country." Cavalry Journal 18, aprile 1908, 703-08.
- Lieutenant, 3rd Cavalry. "Military Policy and Institutiions." Cavalry Journal 10, dicembre 1897, 383-96.
- First Lieutenant, 3rd Cavalry. "New Method of Loading the Revolver." Cavalry Journal 7, giugno 1894, 178-79.
- "Outline Descriptions of the Horse." Cavalry Journal 10, marzo 1897, 40-44.
- "Patrol Duty." Cavalry Journal 11, marzo 1898, 102-44.
- Maj. Gen., CG Third Army, A.E.F. "Plea for the Saber." Cavalry Journal 29, ottobre 1920, 251-53.
- "Word to the Cavalry (by Captain Ludwig Drees)." Cavalry Journal 29, aprile 1920, 93-96.
- Dickman, Joseph T. (intro.) History of the Third Division United States Army in the World War. Andernach-On-The-Rhine, 1919. 397 p.
- Dickman, J.T. et al. The Santiago Campaign. Richmond, VA: Williams, 1927. 442 p.
- Dupuy, Trevor N., et al. The Harper Encyclopedia of Military Biography. NY: Harper Collins Publishers, Inc., 1992. p. 219.
- General Orders No. 17, War Department, 1927. Riassume la sua carriera.
- Pitt, Barrie. 1918: The Last Act. New York, 1963.

### Traduzioni
- Generale Von der Goltz, "La condotta della guerra".